# Chiara Piu
Chiara Piu (* April 1994) ist eine niederländisch-deutsche Schauspielerin.

## Leben
Chiara Piu absolvierte ihre Schauspielausbildung bis 2025 an der Schauspielschule Zerboni in Hamburg. Seit 2022 steht sie als Schauspielerin vor der Kamera und wirkte in mehreren Filmen und Serien mit. Sie ist auch als Bühnendarstellerin an verschiedenen Theaterhäusern aktiv.
Chiara Piu wohnt in München. Neben Deutsch spricht sie auch Niederländisch und Englisch.

## Filmografie
- 2022: Vatertag 2.0
- 2023: Jetzt oder gestern
- 2023: Laim und die schlafenden Hunde (Fernsehreihe)
- 2024: Die Chefin (Fernsehserie, 1 Folge)
- 2024: Sturm der Liebe (Fernsehserie, 3 Folgen)
- 2024: Laim und die Toten ohne Hosen (Fernsehreihe)